# Анніка Вендл
Анніка Вендл (нім. Annika Wendle; нар. 15 вересня 1997) — німецька борчиня вільного стилю, дворазова бронзова призерка чемпіонатів Європи, срібна призерка Кубку світу, срібна призерка Чемпіонату світу серед студентів, учасниця Олімпійських ігор.

## Життєпис
Боротьбою почала займатися з 2004 року. У 2012 році здобула срібну медаль чемпіонату Європи серед кадетів. У 2016 та 2017 роках ставала бронзовою призеркою чемпіонату Європи серед юніорів. У 2019 стала чемпіонкою Європи серед молоді.
Виступала за борцівський клуб ASV Altenheim з південного Бадену. Тренери — Маріо Сахс, Ніколае Гіт.

## Спортивні результати на міжнародних змаганнях

### Виступи на Олімпіадах
| Змагання                    | Збірна    | Вагова категорія          | Місце |
| --------------------------- | --------- | ------------------------- | ----- |
| Літні Олімпійські ігри 2024 | Німеччина | жіноча боротьба, до 53 кг | 5     |

### Виступи на Чемпіонатах світу
| Змагання                        | Збірна    | Вагова категорія          | Місце |
| ------------------------------- | --------- | ------------------------- | ----- |
| Чемпіонат світу з боротьби 2019 | Німеччина | жіноча боротьба, до 55 кг | 9     |
| Чемпіонат світу з боротьби 2021 | Німеччина | жіноча боротьба, до 53 кг | 9     |
| Чемпіонат світу з боротьби 2023 | Німеччина | жіноча боротьба, до 53 кг | 19    |

### Виступи на Чемпіонатах Європи
| Змагання                         | Збірна    | Вагова категорія          | Місце  |
| -------------------------------- | --------- | ------------------------- | ------ |
| Чемпіонат Європи з боротьби 2019 | Німеччина | жіноча боротьба, до 53 кг | 16     |
| Чемпіонат Європи з боротьби 2020 | Німеччина | жіноча боротьба, до 53 кг | Бронза |
| Чемпіонат Європи з боротьби 2021 | Німеччина | жіноча боротьба, до 53 кг | Бронза |
| Чемпіонат Європи з боротьби 2022 | Німеччина | жіноча боротьба, до 53 кг | 9      |
| Чемпіонат Європи з боротьби 2023 | Німеччина | жіноча боротьба, до 55 кг | 5      |
| Чемпіонат Європи з боротьби 2024 | Німеччина | жіноча боротьба, до 53 кг | 13     |

### Виступи на Кубках світу
| Змагання                    | Збірна    | Вагова категорія          | Місце  |
| --------------------------- | --------- | ------------------------- | ------ |
| Кубок світу з боротьби 2020 | Німеччина | жіноча боротьба, до 55 кг | Срібло |

### Виступи на Чемпіонатах світу серед студентів
| Змагання                                        | Збірна    | Вагова категорія          | Місце  |
| ----------------------------------------------- | --------- | ------------------------- | ------ |
| Чемпіонат світу з боротьби серед студентів 2018 | Німеччина | жіноча боротьба, до 53 кг | Срібло |

### Виступи на інших змаганнях
| Змагання                                                      | Збірна    | Вагова категорія          | Місце  |
| ------------------------------------------------------------- | --------- | ------------------------- | ------ |
| Flatz Open 2015                                               | Німеччина | жіноча боротьба, до 48 кг | Бронза |
| Гран-прі Німеччини з боротьби 2015                            | Німеччина | жіноча боротьба, до 48 кг | 9      |
| Гран-прі Німеччини з боротьби 2017                            | Німеччина | жіноча боротьба, до 53 кг | 8      |
| Турнір Дана Колова — Николи Петрова 2018                      | Німеччина | жіноча боротьба, до 53 кг | 12     |
| Klippan Lady Open 2019                                        | Німеччина | жіноча боротьба, до 53 кг | Бронза |
| Гран-прі Німеччини з боротьби 2019                            | Німеччина | жіноча боротьба, до 53 кг | 7      |
| Турнір Яшара Догу 2019                                        | Німеччина | жіноча боротьба, до 53 кг | Бронза |
| Відкритий чемпіонат Польщі з боротьби 2019                    | Німеччина | жіноча боротьба, до 53 кг | 5      |
| Меморіал Маттео Пелліконе 2020                                | Німеччина | жіноча боротьба, до 53 кг | 7      |
| Гран-прі Франції Анрі Деглана 2021                            | Німеччина | жіноча боротьба, до 53 кг | 5      |
| Олімпійський кваліфікаційний турнір з боротьби 2020 (Софія)   | Німеччина | жіноча боротьба, до 53 кг | 9      |
| Відкритий чемпіонат Польщі з боротьби 2021                    | Німеччина | жіноча боротьба, до 53 кг | 9      |
| Турнір Яшара Догу 2022                                        | Німеччина | жіноча боротьба, до 53 кг | 7      |
| Гран-прі Франції Анрі Деглана 2023                            | Німеччина | жіноча боротьба, до 53 кг | Бронза |
| Турнір Ібрагіма Мустафи 2023                                  | Німеччина | жіноча боротьба, до 53 кг | 7      |
| Меморіал Імре Поляка та Яноша Варги 2023                      | Німеччина | жіноча боротьба, до 53 кг | 7      |
| Відкритий чемпіонат Польщі з боротьби 2023                    | Німеччина | жіноча боротьба, до 53 кг | Срібло |
| Відкритий чемпіонат Загреба з боротьби 2024                   | Німеччина | жіноча боротьба, до 53 кг | Бронза |
| Олімпійський кваліфікаційний турнір з боротьби 2024 (Баку)    | Німеччина | жіноча боротьба, до 53 кг | Бронза |
| Олімпійський кваліфікаційний турнір з боротьби 2024 (Стамбул) | Німеччина | жіноча боротьба, до 53 кг | 18     |

### Виступи на змаганнях молодших вікових груп
| Змагання                                       | Збірна    | Вагова категорія          | Місце  |
| ---------------------------------------------- | --------- | ------------------------- | ------ |
| Чемпіонат Європи з боротьби серед кадетів 2012 | Німеччина | жіноча боротьба, до 38 кг | Срібло |
| Чемпіонат Європи з боротьби серед кадетів 2013 | Німеччина | жіноча боротьба, до 43 кг | 11     |
| Чемпіонат світу з боротьби серед кадетів 2013  | Німеччина | жіноча боротьба, до 43 кг | 14     |
| Чемпіонат Європи з боротьби серед кадетів 2014 | Німеччина | жіноча боротьба, до 46 кг | 5      |
| Чемпіонат світу з боротьби серед кадетів 2014  | Німеччина | жіноча боротьба, до 46 кг | 5      |
| Чемпіонат Європи з боротьби серед юніорів 2015 | Німеччина | жіноча боротьба, до 48 кг | 8      |
| Чемпіонат світу з боротьби серед юніорів 2015  | Німеччина | жіноча боротьба, до 48 кг | 16     |
| Чемпіонат Європи з боротьби серед юніорів 2016 | Німеччина | жіноча боротьба, до 48 кг | Бронза |
| Чемпіонат світу з боротьби серед юніорів 2016  | Німеччина | жіноча боротьба, до 48 кг | 17     |
| Чемпіонат Європи з боротьби серед юніорів 2017 | Німеччина | жіноча боротьба, до 51 кг | Бронза |
| Чемпіонат світу з боротьби серед юніорів 2017  | Німеччина | жіноча боротьба, до 51 кг | 18     |
| Чемпіонат Європи з боротьби серед молоді 2017  | Німеччина | жіноча боротьба, до 53 кг | 8      |
| Чемпіонат Європи з боротьби серед молоді 2018  | Німеччина | жіноча боротьба, до 53 кг | 7      |
| Чемпіонат світу з боротьби серед молоді 2018   | Німеччина | жіноча боротьба, до 53 кг | 7      |
| Чемпіонат Європи з боротьби серед молоді 2019  | Німеччина | жіноча боротьба, до 53 кг | Золото |